# Любитинський район
Любитинський район (рос. Любытинский район) — муніципальне утворення у складі Новгородської області Росії. Адміністративний центр — смт Любитино.

## Географія
Площа території району — 4486,24 км.
Район розташований на півночі Новгородської області.

### Охорона природи
На межі Боровицького, Хвойнинського і Любитинського районів створено державний природний заказник «Карстові озера» комплексного, гідрологічного профілю, загальною площею 17,7 тис. га. Під охороною перебувають ліси і більше 10 карстових озер. На кордоні Любитинського і Маловішерського районів державний природний заказник «Спаські мохи» комплексного профілю (гідрологічний, зоологічний), загальною площею 31,2 тис. га. Під охороною перебувають екосистеми верхових боліт, багаторічні заболочені ліси, 11 болотних озер, витоки Оскуї, Шар'ї та Бурги.
У 2000-х роках на території колишнього мисливського заказника, з метою збереження і відтворення чисельності окремих видів диких тварин та середовища їх проживання, на площі 10,5 тис. га було створено Любитинський державний біологічний природний заказник під контролем Комітету мисливського і рибного господарства Новгородської області. 2008 року Новгородською обласною думою з нього було знято охоронний статус.
На території Любитинського району створено 5 пам'яток природи загальною площею більше 4,0 тис. га, 4 комплексних, 3 ландшафтних, 3 геологічного, 1 ботанічного і 1 гідрологічного профілю.
| № | Назва                                             | Тип                                           | Площа (га) | Розташування                                                      | Створення                                             | Дата                   | Характеристика | Фото |
| - | ------------------------------------------------- | --------------------------------------------- | ---------- | ----------------------------------------------------------------- | ----------------------------------------------------- | ---------------------- | --- | ---- |
| 1 | Долина карстової річки Олешна                     | гідрологічна, геологічна                      | ~          | Любитинське сільське поселення, річка Олешна, права притока Білої | Рішення Виконкому Облради народних депутатів НО № 368 | 13 листопада 1989 року | Долина річки Олешна, карстові форми рельєфу, унікальні відслонення дочетвертинних порід на берегах річки. |      |
| 2 | Відслонення кам'яновугільних порід в долині Білої | комплексна, геологічна                        | ~          | Любитинське сільське поселення, присілок Шереховичі               | Рішення Виконкому Облради народних депутатів НО № 141 | 29 квітня 1988 року    | Відслонення кам'яновугільних порід в долині Білої та її приток (Прикша, Осниця, Олешна, струмок Рикун). Потужні карстові джерела та понори; водоспади на річках Прикша та Осниця. Карстові поля у верхів'ях приток Білої. Льодовикові форми рельєфу — ками, ози, залишкові морени. Біоценози мішаних лісів на пагорбах і лучні у долині та заплаві Білої з рідкісними видами рослин. |      |
| 3 | Моренні пагорби, вкриті лісом                     | комплексна, ландшафтна                        | ~          | Любитинське сільське поселення                                    | Рішення Виконкому Облради народних депутатів НО № 368 | 13 листопада 1989 року | Комплес цінних археологічних об'єктів: могили, кургани, насипи, культурні шари середньовічних городищ, залишки присадибних парків. Льодовикові форми рельєфу — ками, ози, залишкові морени; відслонення кам'яновугільних порід в долині Білої та її приток; відвали історичних кам'яновугільних виробок. Лісові та лучні біоценози із рідкісними видами рослин в долині річки Біла.  |      |
| 4 | Звонецька височина                                | комплексна, ландшафтна, геологічна, ботанічна | 4014,6     | Неболицьке сільське поселення, озерно-льодовикове плато           | Рішення Виконкому Облради народних депутатів НО № 368 | 13 листопада 1989 року | Еталонна ландшафтно-геоморфологічна структура льодовиково-акумулятивного типу з плосковершинними височинами столоподібіної форми. Рідкісні для природної зони види ґрунтів. Місцезнаходження рідкісних видів рослин і грибів. |      |
| 5 | Карстова річка Рагуша                             | комплексна, ландшафтна                        | ~          | Неболицьке сільське поселення                                     | Рішення Виконкому Облради народних депутатів НО № 368 | 13 листопада 1989 року | Ландшафти долини річки Рагуша, що витікає з озера Велике Нікулінське. Місцезнаходження рідкісних видів тварин, рослин і грибів. |      |

## Муніципально-територіальний устрій
У складі муніципального району 2 сільські поселення, які об'єднують 272 населених пункти, що перебувають на обліку (разом із залишеними).
| Муніципальне утворення         | Адмінцентр                | Кількість населених пунктів | Населення (осіб, 2017 рік) | Площа (км²) | Карта            |
| ------------------------------ | ------------------------- | --------------------------- | -------------------------- | ----------- | ---------------- |
| Любитинське сільське поселення | робітниче селище Любитино | 164                         | 5218▼                      | 1600,95     | Любитино Неболчі |
| Неболицьке сільське поселення  | робітниче селище Неболчі  | 108                         | 3070▼                      | 2885,29     | Любитино Неболчі |

## Економіка

### Гірництво
На території району ведеться відкрита розробка корисних копалин шляхоремонтними і будівельними підприємствами (ТОВ «КарьерДорСтрой», «СтройПрогресс», «НовСтройСервис»), житлово-комунальними та іншими компаніями (ТОВ "Компания «Вариант», «Сормоль», «Любытинская нерудопромышленная компания», «Резерв+», «Велес»). Розробка ведеться відкритим способом на таких родовищах і в кар'єрах:
- Пісок будівельний: Калина (поблизу села Коршуново), Дреглі (поблизу села Кузнєцово), Мироєжи (поблизу села Очеп), Красава-3 (поблизу села Львово).
- Піщано-гравійний матеріал (ПГМ, ПГС): Дреглі (поблизу села Кузнєцово), Кам'янка (поблизу села Кам'янка), Мироєжи (поблизу села Очеп), Шмаки-1 (за 4,5 км на південь від села Запольє), Красава-5 (за 4 км на захід від села Хотці).
- Валунно-гравійно-піщаний матеріал (ВГПМ, ВГПС): Зубово (за 14 км на південь від залізничної станції Кіпрія).
- Сапропель: озеро Княжесєльське (за 4 км на північний схід від селища Любитино)[10].

### Промисловість
Головні системоутворюючі підприємства Любитинського району:
- ТОВ «Сетново» — лісогосподарська діяльність;
- ТОВ «Новгородская лесопромышленная компания „Содружество“» — виготовлення пиломатеріалів;
- ТОВ «Сибелко Неболчи» — видобуток і виготовлення будівельної сировини.